# Cordovado
Cordovado (Cordovât em Friulano) é uma comuna italiana da região do Friuli-Venezia Giulia, província de Pordenone, com cerca de 2.565 habitantes. Estende-se por uma área de 12 km², tendo uma densidade populacional de 214 hab/km². Faz fronteira com Gruaro (VE), Morsano al Tagliamento, Sesto al Reghena, Teglio Veneto (VE).
Faz parte da rede das Aldeias mais bonitas de Itália.

## Demografia
| Variação demográfica do município entre 1861 e 2011                               |
|                                                                                   |
| Fonte: Istituto Nazionale di Statistica (ISTAT) - Elaboração gráfica da Wikipedia |